# Langbein-Pfanhauser Werke
Die Langbein-Pfanhauser Werke AG (LPW) war ein Hersteller für Geräte und Anlagen der Galvanotechnik und Elektrochemie sowie für Elektromotoren. Die Firma hatte ihren Sitz in Leipzig, später in Neuss am Rhein.

## Geschichte

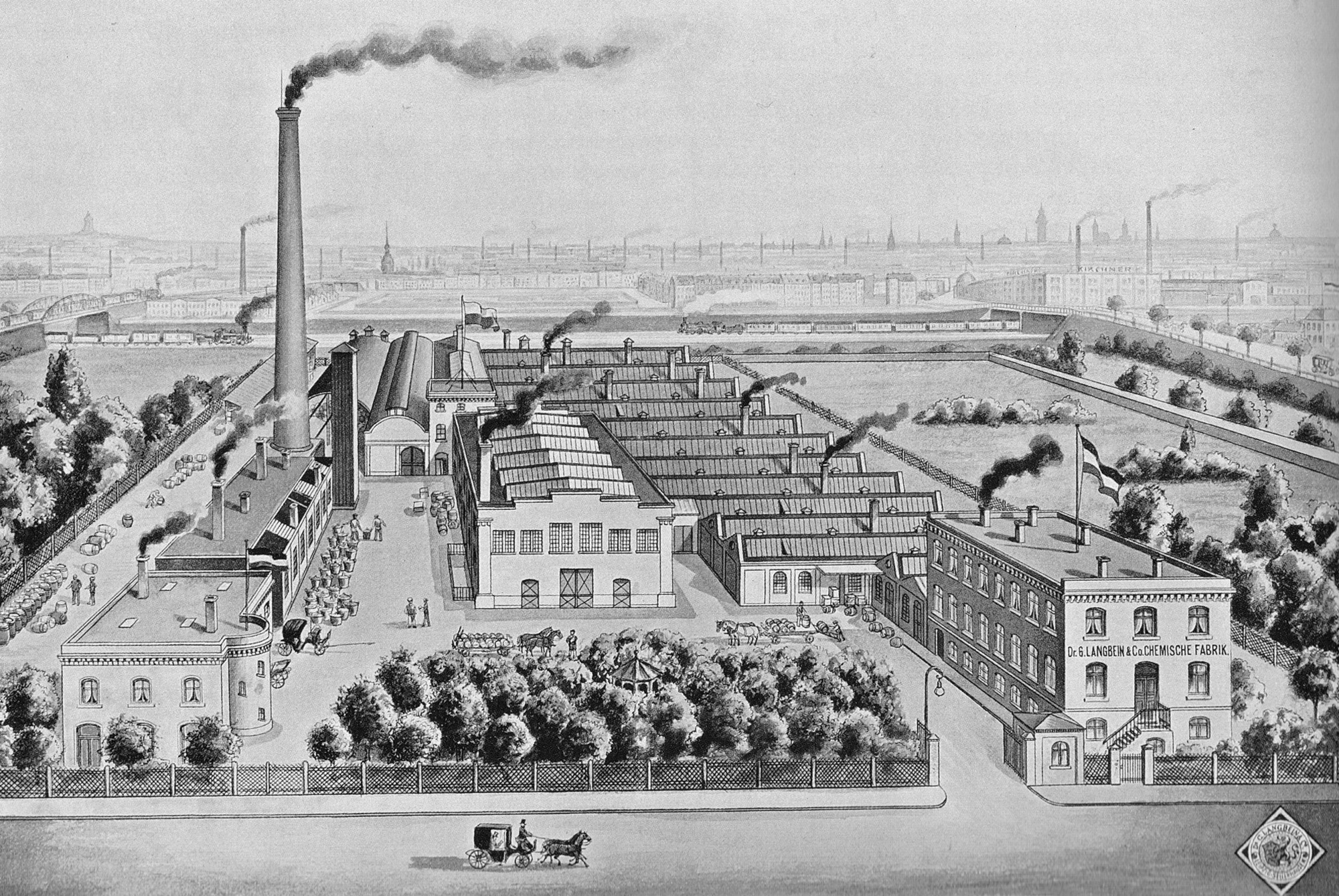
Die Firma Langbein in Leipzig-Sellerhausen 1906

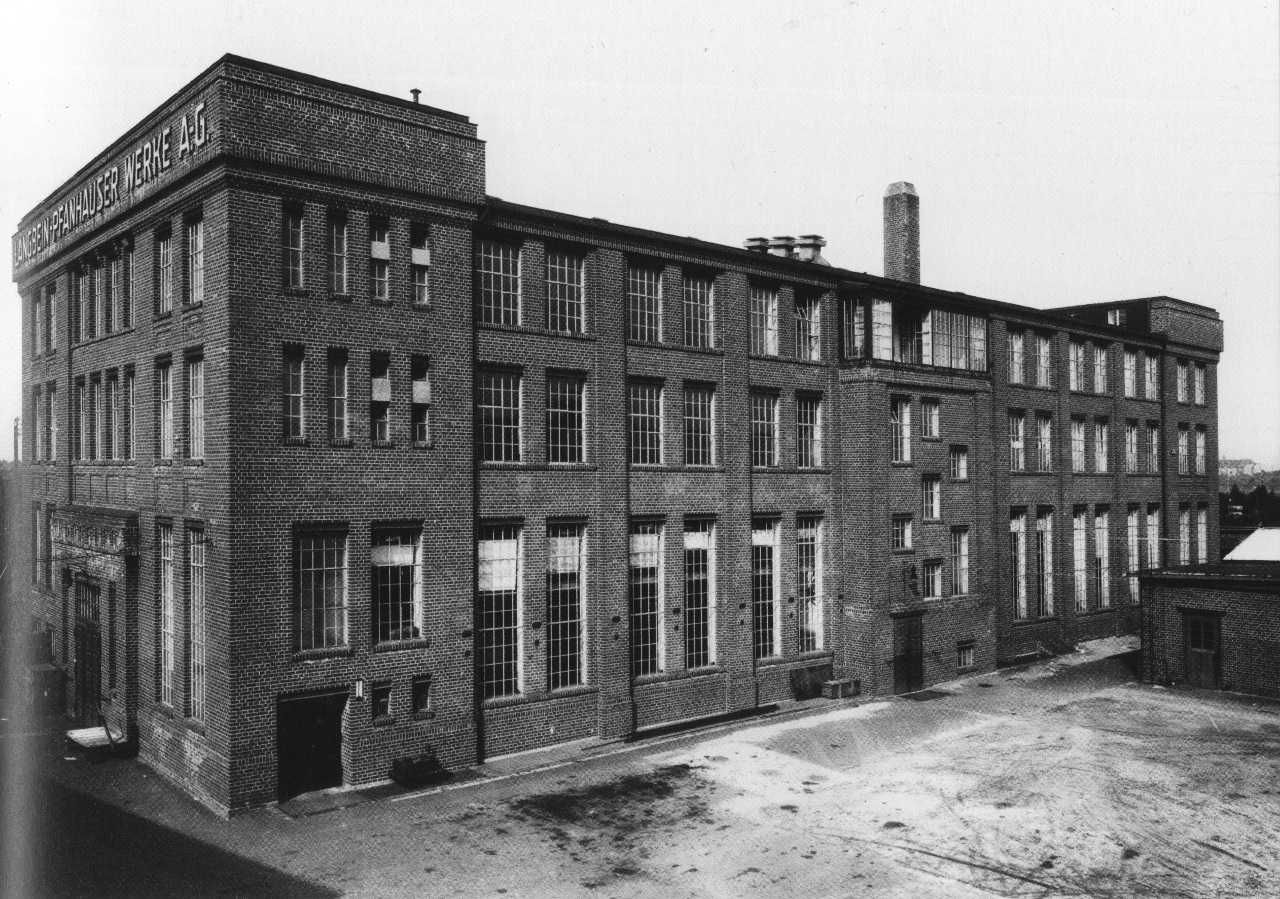
Produktionsgebäude der Langbein-Pfanhauser Werke in Leipzig-Sellerhausen (um 1925)

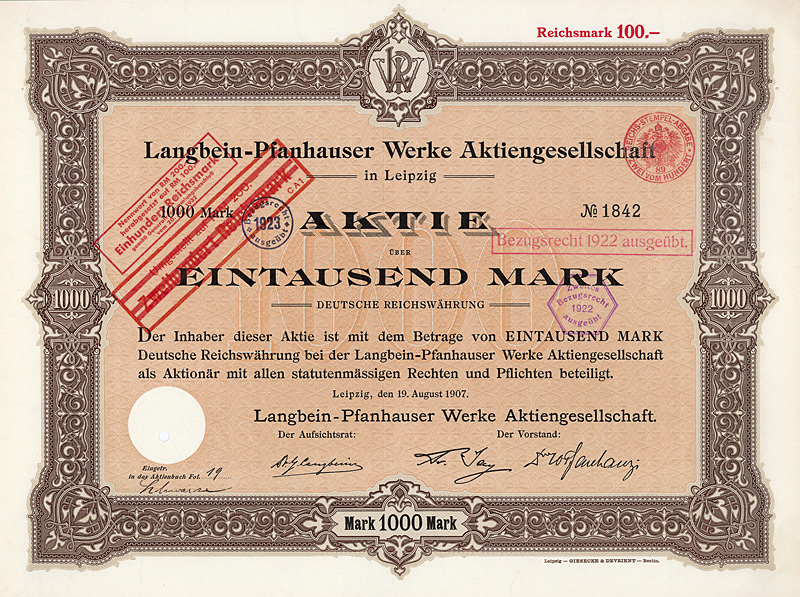
Aktie über 1000 Mark der Lanbbein-Pfanhauser Werke AG vom 19. August 1907

Am 1. Februar 1873 gründete Wilhelm Pfanhauser in der Wiener Windmühlgasse 39 die Firma Wilh. Pfanhauser, ein Handelsgeschäft für den Verkauf von Zyankali und Hilfsgütern für Galvaniseure. Sie war damit die erste österreichische Produktionsstätte für Cyanide. Pfanhauser begann bereits 1877 mit dem Anlagenbau. So schuf er eine Vernicklungsanlage, die mit neuartigen, den heutigen Elektromotoren ähnlichen Maschinen ausgestattet war. Darüber hinaus baute er 1900 eine Verzinkungsanlage, die nach Moskau geliefert wurde.
Mit seinem 1878 verfassten Buch Praktische Anleitung zum Galvanisieren von Metallen gilt Wilhelm Pfanhauser als einer der Väter der Galvanotechnik. Zunächst entwickelte er die auf den Arbeiten von Max Schlötter basierende elektrochemische Vernicklung weiter. Das Unternehmen besaß eine Filiale in Berlin.
Der deutsche Chemiker Georg Langbein eröffnete am 1. Dezember 1881 im Leipziger Dösner Weg 9–11 die Chemische Fabrik und Laboratorium für Galvanoplastik und Metallindustrie Dr. G. Langbein & Co. Auch er schrieb 1886 ein Vollständiges Handbuch der Galvanischen Metallniederschläge und legte damit den Grundstein für den damals größten deutschen Galvanisierbetrieb mit Filialen in Berlin, Solingen, Wien, Mailand und Brüssel. Schon 1889 konnte Langbein mit dem Bau neuer Fabrikanlagen in der Torgauer Straße 76 in Leipzig-Sellerhausen beginnen.
Im Jahre 1907 schlossen sich die beiden vermutlich ältesten Fachfirmen der Galvanotechnik zusammen. Am 25. April 1907 wurde mit Wirkung ab 1. Januar 1907 unter dem Namen Langbein-Pfanhauser Werke AG eine Aktiengesellschaft mit einem Grundkapital von 2.250.000 Mark errichtet und am 19. August 1907 in Leipzig ins Handelsregister eingetragen. Bis zu seinem Tod 1909 war Georg Langbein Aufsichtsratsvorsitzender der neuen Gesellschaft mit insgesamt 250 Beschäftigten. Vorstandsvorsitzender war bis 1945 Pfanhausers Sohn Wilhelm Pfanhauser jr.
Die neu entstandene Firma baute schon 1920 die ersten Halbautomaten für Vernicklung und 1933 den ersten Nickel-Chrom-Vollautomaten. Weitere wesentliche Verdienste der Langbein-Pfanhauser Werke sind die praxisreife Einführung von Chrom-Schwefelsäure-Elektrolyten sowie die Entwicklung des zu einem Begriff gewordenen Eloxal-Verfahrens und seine Patentierung im Jahr 1935. Diese Verfahren erlangten ihre heutige wirtschaftliche Bedeutung erst durch die auf Initiative von LPW 1928 gegründete Chrom-Interessen-Gemeinschaft und die 1934 gegründete Eloxal-Arbeitsgemeinschaft.
Das Unternehmen wuchs bis 1940 zum größten deutschen galvanotechnischen Fachbetrieb mit mehr als 2.000 Mitarbeitern.

## Die Langbein-Pfanhauser Werke in Westdeutschland
Nach der Enteignung der Leipziger Firma und ihrer sieben ausländischen Tochtergesellschaften durch die Sowjetische Militäradministration in Deutschland wurde das Unternehmen 1948 nach Wiesbaden verlagert. Die aus Leipzig kommenden Mitarbeiter versuchten, in der ehemaligen Niederlassung Düsseldorf mit alten Rezepturen und Konstruktionsplänen die Produktion wieder aufzunehmen. Die Verwaltung kam 1951 ebenfalls nach Düsseldorf. 1952 erfolgte der Neubau des Werkes in Neuss, wo auch ab 1954 der Sitz der Langbein-Pfanhauser Werke AG war. 1962 wurde das Unternehmen Deinert & Co. in Bernhausen übernommen.
1982 erfolgte die Umwandlung der Langbein-Pfanhauser Werke AG in eine Holding mit mehreren Beteiligungsunternehmen, so der LPW-Galvanotechnik GmbH, die sich später in die LPW-Chemie GmbH für Verfahrenstechnik und LPW-Galvanotechnik GmbH für Anlagenbau aufteilte.
Die LPW-Chemie GmbH wurde 1998 von der Enthone-OMI Inc. (USA) übernommen. Nach der Verschmelzung der Vereinigten Deutschen Nickel-Werke AG und der DOAG Holding AG im Jahr 2001 auf die Langbein-Pfanhauser Werke AG erfolgte eine Umfirmierung in VDN Vereinigte Deutsche Nickel-Werke AG, Düsseldorf, die wiederum 2003 die Hindrichs-Auffermann AG aufnahm. 2004 schließlich kam es zur Veräußerung des Teilkonzerns Deutsche Nickel AG. Nachdem die Finanzholding am 31. Mai 2005 einen Antrag auf Eröffnung eines Insolvenzverfahrens stellen musste, hat das Amtsgericht Köln am 1. September 2005 wegen Zahlungsunfähigkeit und Überschuldung das Insolvenzverfahren über das Vermögen der VDN AG eröffnet.
Aus der LPW-Galvanotechnik GmbH für Anlagenbau entstand die LPW-Anlagen GmbH & Co. KG in Hagen, die im Mai 2012 Insolvenz beantragen musste.

## Galvanotechnik Leipzig in Ostdeutschland

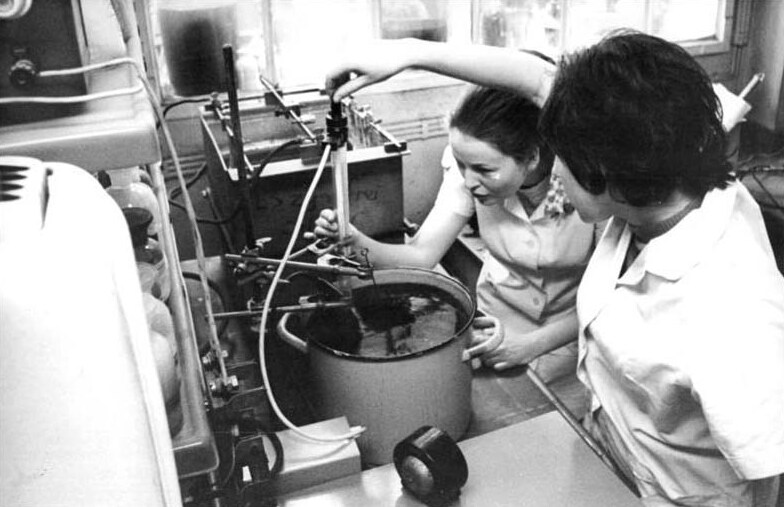
Entwicklungslabor für chemisch-technische Erzeugnisse im VEB Galvanotechnik Leipzig (1973)

In der DDR entstand 1950 am alten Standort und in den alten Gebäuden der VEB Galvanotechnik Leipzig (GTL). Als in der DDR die ersten Kombinate entstanden, wurde 1970 der VEB Galvanotechnik dem neu gegründeten Kombinat Lokomotivbau Elektrotechnische Werke „Hans Beimler“ Hennigsdorf (LEW) zugeordnet. Der Betrieb entwickelte und produzierte in den 1970er und 80er Jahren fast ausschließlich einheitliche Automatensysteme und wurde so bis 1989 zum führenden galvanotechnischen Fachbetrieb des gesamten Ostblocks.
Nach der politischen Wende wurde 1990 der VEB Galvanotechnik Leipzig (GTL) in die GalvanoTechnik Leipzig GmbH (GTL) umgewandelt, danach privatisiert und an einen neuen Gesellschafter veräußert. GTL siedelte sich 1992/93 an einem neuen Standort in Leipzig-Lindenthal an und fertigte vor allem auf den Kunden zugeschnittene flexible Spezialanlagen für nahezu alle galvanischen Verfahren wie Beschichtungssysteme, Wasseraufbereitungsanlagen und Steuerungstechnik. 2013 ging das Unternehmen in Insolvenz. 
Die Sparte der Galvanochemie wurde aus der TLG heraus privatisiert und firmierte bis zu ihrer Fusion im Jahre 2002 mit dem Hauptgesellschafter, der Vopelius Chemie AG (ein mittelständischer Familienbetrieb aus Fürth/Bay.), unter dem Namen Galvanochemie Leipzig GmbH (GCL). Am historischen Standort befindet sich heute eine Zweigniederlassung der Vopelius Chemie AG.
Eine weitere Firma war die 1991 gegründete Blasberg-GTL-Vertriebs- und Service GmbH, eine Tochter der Blasberg Oberflächentechnik GmbH (BOT) Solingen. Die BOT wurde 1998 von der Enthone-OMI übernommen, die anschließend durch Verschmelzung mit der Blasberg-GTL zum Servicezentrum Leipzig der Enthone GmbH wurde, die wiederum 2015 von der MacDermid Enthone Industrial Solutions übernommen wurde. Am Standort Sellerhausen entstand 1998 außerdem das Unternehmen Oberflächen- & Elektrotechnik Scheigenpflug GmbH.
Ehemalige Mitarbeiter der GCL GmbH und der Vopelius Chemie AG initiierten 2010 an der historischen Stätte den Verein Deutsches Museum für Galvanotechnik mit einer Ausstellung diverser historischer Exponate. Ziel ist es, das Wissen über das ehemals bedeutende Unternehmen der Galvanotechnik zu sammeln sowie die Bedeutung des Standortes Leipzig für die Entwicklung der Galvanotechnik hervorzuheben.